# Al-Salibikhaet SC
Al-Salibikhaet SC is een professionele voetbalclub uit Koeweit-Stad, Koeweit. De club werd opgericht in 1972 en komt in het seizoen 2014/15 uit in de Premier League van Koeweit. Al-Salibikhaet is niet een van de succesvollere voetbalclubs van het land; het speelde het grootste deel van zijn bestaan in de Koeweitse tweede divisie, welke het driemaal won. In het seizoen 2013/14 bereikte de club de elfde plaats. In het Koeweitse voetbalbekertoernooi bereikte Salibikhaet nog nooit de finale; het meest recente succes stamt uit 2012, toen met 5–1 van Qadsia SC verloren werd.

## Erelijst
- Koeweitse tweede divisie (3)

1976/77, 2008/09, 2011/12

## Eindklasseringen
| Seizoen | №   | Clubs | Divisie        | Duels | Winst | Gelijk | Verlies | Doelsaldo | Punten |
| ------- | --- | ----- | -------------- | ----- | ----- | ------ | ------- | --------- | ------ |
| 2007/08 | 3   | 5     | Division 1     | 12    | 5     | 3      | 4       | 21–21     | 18     |
| 2008/09 | ↑ 1 | 6     | Division 1     | 15    | 8     | 3      | 4       | 22–14     | 27     |
| 2009/10 | ↓ 8 | 8     | Premier League | 21    | 2     | 0      | 19      | 15–60     | 6      |
| 2010/11 | 4   | 6     | Division 1     | 20    | 9     | 1      | 10      | 35–39     | 28     |
| 2011/12 | ↑ 1 | 6     | Division 1     | 20    | 12    | 4      | 4       | 38–30     | 40     |
| 2012/13 | 7   | 8     | Premier League | 21    | 5     | 4      | 12      | 18–47     | 19     |
| 2013/14 | 11  | 14    | Premier League | 26    | 4     | 7      | 15      | 27–51     | 19     |
| 2014/15 | 7   | 14    | Premier League | 26    | 9     | 6      | 11      | 26–34     | 33     |

## Bekende (oud-)spelers
- Nasser Al-Hajri
- Thamer Enad